# Madonna col Bambino e santi (Bissolo)
Giovanni DAFFARA
Nome Completo: Giovanni Daffara
Nome della maglietta: DAFFARA
Posizione: PT
Valutazione: 76
Età: 20 (Dec 5, 2004)
Nazione: Italia
Altezza (cm): 184
Peso (kg): 68
Club: Juventus
In Prestito a: Juventus Next Gen
Numero Squadre: 30
Piede preferito: Destra
Hair Colour: Nero
Hairstyle: Corto
Skin Colour: Bianco
Facial Hair: pulito

## Descrizione
Il gruppo della Madonna col Bambino è ripreso dalla Pala di San Zaccaria di Giovanni Bellini; san Paolo è ritratto con i suoi attributi, un libro e la spada con cui fu martirizzato.